# ОШ „9. мај” Саставци
ОШ „9. мај” Саставци, налази се у насељеном месту Касидоли, у МЗ Саставци на територији општине Прибој. Школа је почела са радом школске 1960/1961. године. У оквиру школе се налазе два издвојена одељења у Забрњици и у Крајчиновићима.

## Матична школа
Зграда матичне школе саграђена је 1959. године са осам учионица, од тога, данас, у шест учионица је кабинетска настава, две учионице су за комбинована одељења нижих разреда и фискултурна сала недовољних димензија и висине са пратећим просторијама за канцеларије, зборницу и радионицу. У издвојеном стамбено пословном делу налази се библиотека која се повремено користи за издавање књига и остале стручне литературе. 
Школа има асфалтирано игралиште, док се просторије загревају на пећи са чврстим горивом, огревним дрветом. У саставу школе налази се и ђачка кухиња у којој постоје технички услови за рад али не ради због малог броја ученика који би се у њој хранили. Трудом ученика и запослених школу окружује ограђено школско двориште са лепо уређеним парком и цветњаком.
Опремљеност школе варира од предмета до предмета, а за сада је најбоље опремљен кабинет информатике. Проценат опремљености код осталих предмета се креће од 20 до 50%. Највећи број наставних средстава не одговара захтевима наставног плана и програма. Опрема и намештај су доста дотрајали и у последњих двадесетак година мало је шта ново купљено.

## Издвојено одељење Забрњица
Осморазредна школа у Забрњици почела је са радом 1929. године. Школска зграда у Забрњици има седам учионица опште намене. Настава се одвија са једним одељењем од првог до четвртог разреда и четири одељења од петог до осмог разреда.

## Издвојено одељење Крајчиновићи
Осморазредна школа у Крајчиновићима почела је са радом 1948. године као четвороразредна школа а од школске 1960/1961. године као осморазредна. Налази у засеоку Крајчиновићи у насељеном месту Сочице. Школа располаже са осам учионица опште намене и осталим пратећим просторијама. Настава се одвија са једним одељењем од првог до четвртог разреда и четири одељења од петог до осмог разреда.